# Tårs (Hjørring Kommune)
 Denne artikel omhandler byen Tårs (Hjørring Kommune). Der er også andre byer med dette navn, se Tårs.
Tårs – eller Taars – er en by i Vendsyssel med 1.839 indbyggere  (2025), beliggende 20 km nordøst for Brønderslev, 28 km vest for Frederikshavn og 11 km sydøst for Hjørring. Byen hører til Hjørring Kommune og ligger i Region Nordjylland.
Tårs hører til Tårs Sogn. Tårs Kirke ligger i byen.

## Faciliteter
- Tårs Skolecenter er dannet ved sammenlægning af Lørslev Skole, Vrejlev-Hæstrup Skole og Tårs Skole. Skolen havde/har i 2025 337 elever, fordelt på 0.-9. klassetrin i 23 klasser, samt i alt 56 medarbejdere. Skolen huser desuden ungdomsskole, juniorklub, Lokalhistorisk Forening og andre aktiviteter.[2]
- Taarshallen blev opført i begyndelsen af 1970'erne. Der var fra starten også svømmesal, men den besluttede kommunen i 2013 at nedlægge. En gruppe borgere fik hallen gjort selvejende, så man selv kunne finde finansiering til at renovere og genåbne svømmesalen. Bassinet er på 8x17 meter og har en vandtemperatur på omkring 32 grader. Idrætshallen er en 20x40 meter håndboldbane med mulighed for bandeopsætning ved indefodbold. Derudover er der også optegnet 3 minihåndboldbaner, 3 volleyboldbaner, 5 badmintonbaner og en basketbane. Taarshallen rummer desuden et motionscenter og et 80 m² stort multilokale, der kan udvides med 30 m² efter behov. Her kan afvikles mindre idrætsaktiviteter som dans, fitness og bordtennis. Eller der kan holdes fest, kursus, møder, foredrag, udstillinger mv., og så er der plads til 80 personer.[3]
- Børnehusene i Tårs er en integreret institution med ca. 100 børn i alderen 0-6 år, fordelt på 2 afdelinger. Afdeling Vestbakken, der har både vuggestue og børnehave, ligger mellem skolen og hallen. De ældste børnehavebørn er det meste af dagen i afdeling Søholm, der ligger i et boligkvarter midt i byen.[4]
- Ældrecenter Bålhøjs sydfløj med 3 etager blev opført i 1955. Den blev renoveret i 2003 og rummer 24 plejeboliger. Nordfløjen med 16 plejeboliger, fordelt på 2 etager, blev bygget i 1996, og samme år blev de 2 fløje bygget sammen omkring en centerbygning, som i stueetagen har en stor fælles sal, der kan rumme ca. 100 personer. Af Bålhøjs 40 pladser er de 8 demenspladser, samlet på én etage.[5]
- Taars Hotel, der åbnede i 1913 ligesom jernbanen, har 13 værelser med 46 sengepladser samt to selskabslokaler med plads til 60-140 personer.[6]
- Byens nuværende forsamlingshus er opført i 1934 og har en festsal med scene, hvor der kan dækkes op til 150 personer.[7]
- Tårs har pizzeria.
- Taars Havde engang en døgnbutik men lukkede tidligere i 2025
- Taars har også en HT Superland.

- Taars har også en 365 Discount

## Historie

### Landsbyen
Taars var i 1682 en landsby med 12 gårde, 19 huse med jord og 9 huse uden jord. Det samlede dyrkede areal udgjorde 207,8 tønder land, skyldsat til 25,06 tønder hartkorn. Dyrkningsformen var græsmarksbrug med alsædejord.
I 1875 beskrives Tårs ganske kort: "Taars med Skole" Det høje målebordsblad fra 1800-tallet viser desuden et jordemoderhus og en fattiggård hhv. ½ og 1 km nordvest for kirken.
I 1901 beskrives byen således: "Taars, ved Landevejen, med Kirke, Præstegd., nordre og søndre Skole, Missionshus (opf. 1896), Forsamlingshus (opf. 1888) og Postekspedition".

### Stationsbyen
Tårs fik station på Hjørring-Hørby Jernbane (1913-53). Stationen havde 205 m krydsningsspor og 93 m læssespor. Den var en af banens to krydsningsstationer og havde stationsforstander, som også var postmester. Taars var banens bedste mellemstation indtil 1924, hvor Østervrå Station blev knudepunkt med banen til Vodskov.
Stationsbygningen er bevaret på Stationspladsen 12. Banens tracé er bevaret som grussti på 300 m mellem Søparken og Lindely samt på ½ km af Risdalvej fra svinget vest for Rønly til Bjørnstrupvej. ½ km syd for Tårs Station udgik et sidespor på 1 km mod sydvest til Boller, hvor banens oprindelige grusgrav lå. Den kan stadig ses i landskabet nordvest for Boller Plantage.
Det lave målebordsblad, som er tegnet efter banens åbning, viser mejeri, elværk, lægebolig og teglværk. Senere fik byen også brugsforening og sparekasse.

### Genforeningssten
Ved Bredgades udmunding i Trangetvej står en sten, der blev afsløret 9. juli 1920 til minde om Genforeningen i 1920.

### Folketal
| 1911 | 1916 | 1921 | 1925 | 1930 | 1935 | 1940 | 1945 | 1950 | 1955 | 1960  | 1965  |
| ---- | ---- | ---- | ---- | ---- | ---- | ---- | ---- | ---- | ---- | ----- | ----- |
| 319  | 365  | 441  | 509  | 655  | 842  | 834  | 827  | 920  | 949  | 1.068 | 1.115 |

I 1930, da byen havde 655 indbyggere, var sammensætningen efter erhverv: 64 levede af landbrug, 283 af industri og håndværk, 69 af handel, 42 af transport, 25 af immateriel virksomhed, 64 af husgerning, 101 var ude af erhverv og 7 havde ikke angivet oplysninger.

## Kendte personer
- Poul Anker Bech (1942-2009) – kunstmaler
- Sisse Fisker (1976-) – studievært
- Eigil Nielsen (1948-2019) – fodboldspiller